# 新橋通

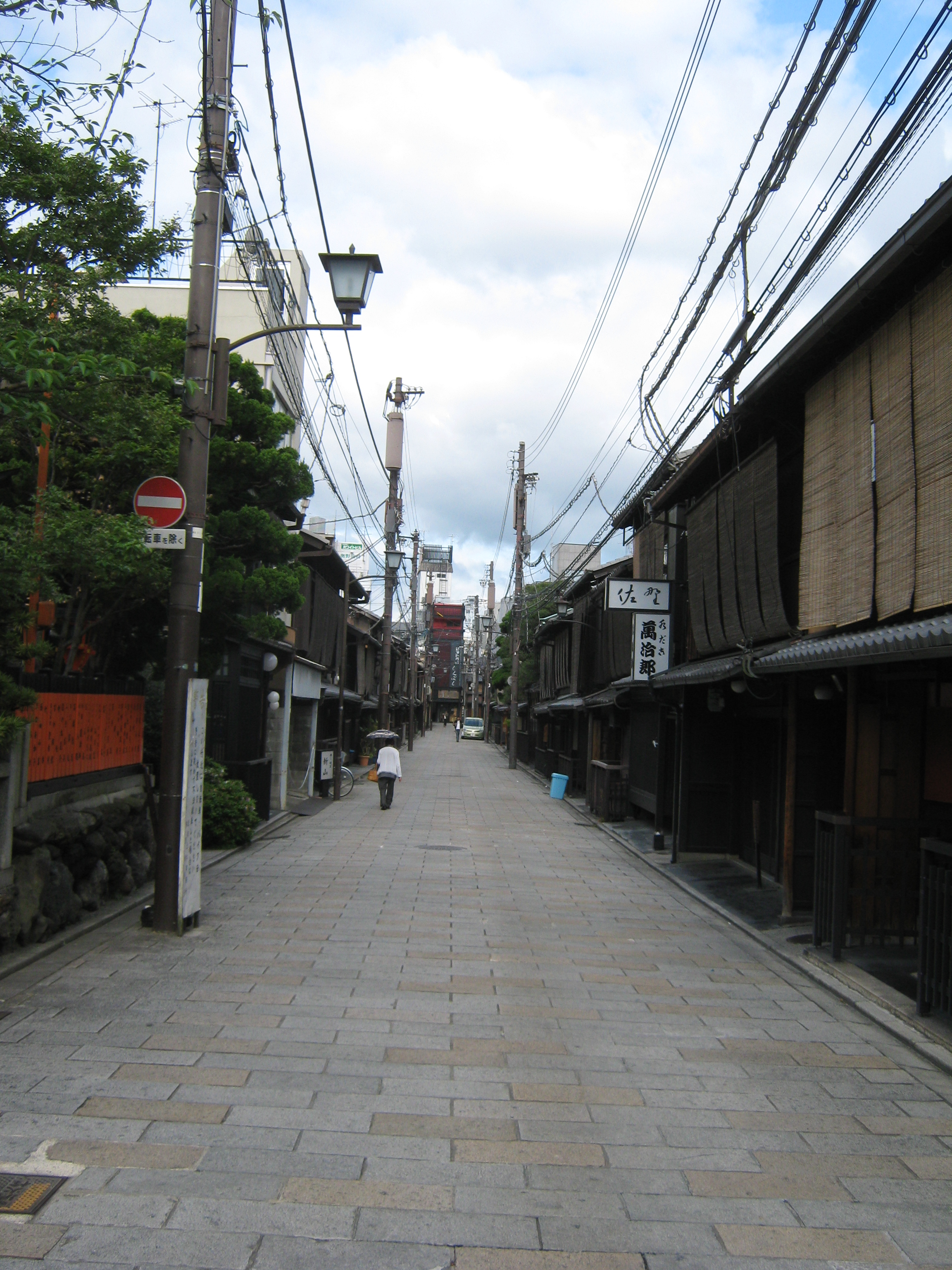
新橋通、京都市東山区

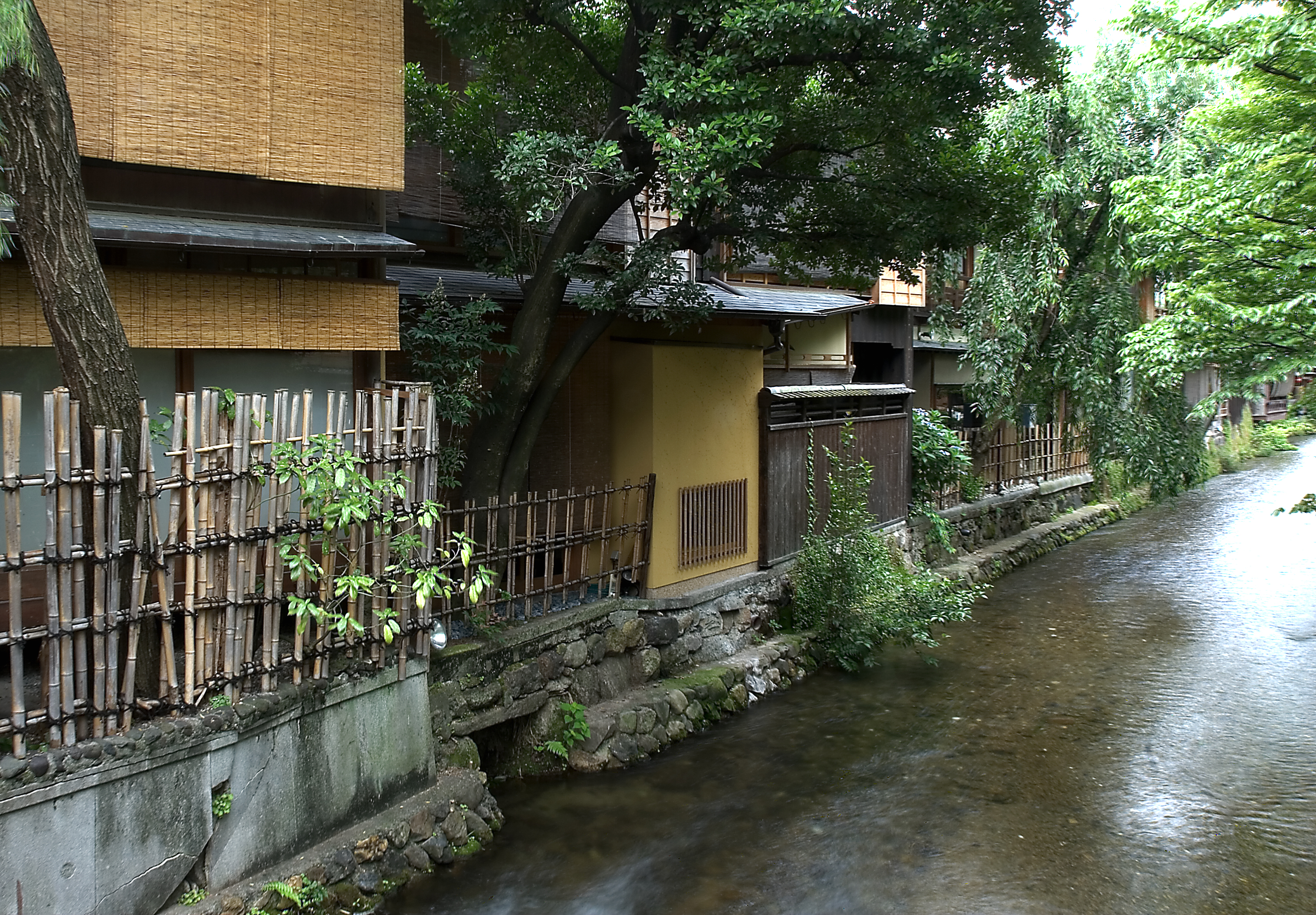
新橋通の一本南の白川南通の横を流れている白川

新橋通（しんばしどおり）は京都府京都市東山区内の東西の通りの一つ。

## 概要
東は東大路通から西は大和大路通（縄手通）まで約400mの通り。さらに、東大路通より東は、知恩院道と名前を変えて知恩院の三門前、神宮道まで続いている。
京都市電の軌道内に敷設されていた石畳が、石塀小路などと同様に敷かれている。祇園のお茶屋が軒を連ね、白川の流れと相俟って風情のある通りである。

## 沿道の主な施設
- 祇園新橋 - 重要伝統的建造物群保存地区
- 巽橋
- 辰巳大明神（辰巳神社）
- かにかくにの碑 - 吉井勇の歌碑（一本南の白川南通に位置する。）